# Дружба (станция метро, Ереван)
Дружба (арм. Բարեկամություն; также Барекамутю́н) — конечная станция Ереванского метрополитена. Расположена за станцией «Маршал Баграмян». Открыта 7 марта 1981 года в составе первого пускового участка Ереванского метрополитена «Дружба» — «Сасунци Давид». Станция расположена в центре Еревана, в административном районе Арабкир с выходом на Проспект Маршала Баграмяна, к улицам Киевян (Киевская), Грачия Кочара, Каленца и Вазгена I.
В будущем станет пересадочной между первой и второй линиями.

## Оформление станции
Пол вестибюля выложен светлым гранитом из Памбака и Ленинабада (Таджикистан), стены облицованы красным армавирским туфом, потолок выполнен из плиток размером 30×30 см из звукоизолирующего материала сакмидран.
Ширина зала станции составляет 14-19 метров, а длина - 100 метров. В центральной части станции, разделенной на три части квартальными перекрытиями, находится барельеф работы скульптора Гукаса Чубаряна. По обеим сторонам гранитного пола - полированный черный базальтовый слой длиной 115 метров и шириной 20 см, который защищает пассажиров от скольжения при посадке и высадке из поезда. Стены зала облицованы светлым агверанским мрамором.

## Галерея
- Общий вид станции
- Барельеф на станции